# Guy Parmelin
Guy Parmelin (ur. 9 listopada 1959) – szwajcarski polityk, członek Szwajcarskiej Partii Ludowej (SVP). Od 1 stycznia 2016 członek Szwajcarskiej Rady Związkowej. Wiceprezydent Szwajcarii w 2020 i 2025. Prezydent Konfederacji Szwajcarskiej w 2021.

## Życiorys
Po wyborach parlamentarnych w 2015, w których Szwajcarska Partia Ludowa uzyskała rekordowy wynik 29% głosów, kandydatura Parmelina do Rady Związkowej została zaproponowana na miejsce Eveline Widmer-Schlumpf. Parmelin jest pierwszym w historii Rady członkiem Rady, który należy do SVP i pochodzi z francuskojęzycznej części Szwajcarii.
Do 2019 stał na czele Federalnego Departamentu Obrony, Ochrony Ludności i Sportu, od 2019 stoi na czele Federalnego Departamentu Spraw Gospodarczych, Edukacji i Badań Naukowych.
11 grudnia 2019 w wyniku wyboru Simonetty Sommarugi na prezydenta Szwajcarii na 2020, został wybrany na wiceprezydenta, zaś 9 grudnia 2020 głosami 188 na 202 deputowanych został wybrany na urząd prezydenta Szwajcarii, który objął 1 stycznia 2021. 11 grudnia 2024 w wyniku wyboru Karin Keller-Sutter na prezydenta Szwajcarii na 2025, został wybrany na wiceprezydenta.